# Original-Clasico
Das Original-Clasico  (오리지날 클라시코) ist ein Fußballderby zwischen dem FC Anyang und den Suwon Samsung Bluewings. Dieses Derby findet seit dem 8. Mai 2013  statt. Es ist das Nachfolge-Derby des Supermatch in Südkorea.

## Geschichte
Bevor der Anyang LG Cheetahs 2003 für die Spielzeit 2004 nach Seoul zog, wurde das Supermatch in Anyang und Suwon ausgetragen. Nachdem der Verein unter starkem Protest der Anyang-Fans nach Seoul zog, fand das Derby nicht mehr in Anyang statt. Von 2004 bis 2013 hatte die Stadt keinen Verein und das Anyang-Stadion konnte auch nicht genutzt werden. 2013 wurde für die neugegründete zweite Liga ein Verein in Anyang gegründet, der FC Anyang heißt. Gleich in der ersten Saison spielten beide Vereine aus Anyang und Suwon im Pokal wieder gegeneinander. Das Derby wird deshalb Original-Clasico Derby genannt, da die Supermatch-Spiele jahrelang in Anyang ausgetragen wurden. Außerdem sehen sie den FC Seoul als Original-Verein aus Anyang an, da der Verein aus Seoul jahrelang in Anyang seine Heimspiele austrug. Beide Fanlager sind aufgrund ihrer Vergangenheit miteinander verfeindet.

## Spielstätten der beiden Vereine
| FC Anyang         | Suwon Samsung Bluewings |
| ----------------- | ----------------------- |
|                   | Vereinslogo             |
| Anyang-Stadion    | Suwon-World-Cup-Stadion |
| Kapazität: 18.216 | Kapazität: 43.959       |

### Alle Ligabegegnungen
Die folgende Tabelle listet alle Ligaspiele, in denen die beiden Mannschaften aufeinander trafen, in chronologischer Reihenfolge auf.
| 8. Mai 2013 20:00 Uhr | FC Anyang          | 1:2 | Suwon Samsung Bluewings              | Anyang-Stadion, Anyang Zuschauer: 11.724 |
| 8. Mai 2013 20:00 Uhr | 53′ Jeong Jae-yong |     | 87′ Jeong Hyeon-yun 94′ Se Jeong-Jin | Anyang-Stadion, Anyang Zuschauer: 11.724 |

### Alle Resultate
| Liga          | Spiele | FC Anyang gewinnt | Unentschieden | Bluewings gewinnt | FC Anyang Tore | Bluewings Tore |
| ------------- | ------ | ----------------- | ------------- | ----------------- | -------------- | -------------- |
| Korean FA Cup | 1      | 0                 | 0             | 1                 | 1              | 2              |
| Insgesamt     | 1      | 0                 | 0             | 1                 | 1              | 2              |